# Serapio Calderón

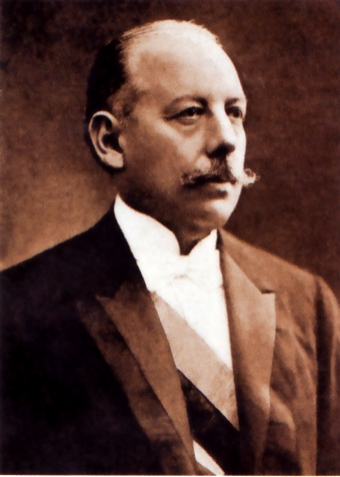
Serapio Calderón

Serapio Calderón Chirinos (* 1843 in Paucartambo; † 1922 in Cusco) war im Jahre 1904 vorübergehend der Präsident Perus.
Calderón wurde 1843 in Paucartambo in der heutigen Region Cusco geboren. Er war Rektor der Universität von Cusco, Abgeordneter und Präsident des regionalen Gerichtshofes.
Unter Manuel Candamo wurde Calderón 1903 zweiter Vizepräsident. Der erste Vizepräsident war Lino Alarco, der vor seiner Amtseinführung starb. Daher wurde Calderón am 7. Mai 1904 aufgrund des Todes von Candamo zum Präsidenten ernannt. Bereits am 18. April hatte er, zunächst vorübergehend, die Amtsvollmachten vom erkrankten Candamo übernommen. Er rief Neuwahlen aus, die von José Pardo y Barreda gewonnen wurden. Calderón übergab das Präsidentenamt am 24. September 1904 an Pardo.
Er starb 1922 in Cusco.